# Anomis crassicornis
Anomis crassicornis är en fjärilsart som beskrevs av Dyar 1914. Anomis crassicornis ingår i släktet Anomis och familjen nattflyn. Inga underarter finns listade i Catalogue of Life.